# Cola clavata
Cola clavata é uma espécie de angiospérmica da família Sterculiaceae.
Apenas pode ser encontrada no seguinte país: Moçambique.